# همت عابدی‌نژاد
همت عابدی‌نژاد (انگلیسی: Hemat Abedinejad؛ زاده ۲۳ ژوئن ۱۹۸۰) یک بازیکن فوتبال اهل ایران است.